# Ernst A. Hedén
Ernst August Hedén, född 27 april 1878 i Falkenberg, död  27 december 1944 i Töcksmark i Värmland,  var en svensk direktör och kommunpolitiker.
Han var son till konsul Johan August Hedén och Alma Maria, född Wennersten, och var sedan den 19 oktober 1911 gift med Elise "Tullan" Tisell, dotter till sjökapten Claes Tisell och Alvide, född Soot.
Efter läroverksstudier  i Falkenberg, Halmstad och Malmö, utexaminerades Hedén som mekanist 1896 och som skeppsbyggare 1898 från Chalmers tekniska institut. Han praktiserade därefter vid Helsingörs skeppsvarv 1896-97, vid Lindholmens verkstad 1898-99 och vid Schichau Werft i Danzig 1899-1901. Fem år var han därefter i New York, Boston och Philadelphia. År 1906 blev han förste fartygskonstruktör och ritkontorschef vid Götaverken. Han var direktör där 1912-38 samt verkställande direktör 1938-44. 
Hedén var lärare i skeppsbyggeri vid Slöjdföreningens skola i Göteborg 1911-13, ledamot av Göteborgs stadsfullmäktige 1927-42 samt ledamot av ett stort antal kommunala utredningar fram till sin död.
Hedén var ordförande i styrelsen för Göteborgs stads Lärlings- och Yrkesskolor. Det fanns ett gymnasium uppkallat efter honom i Göteborg, Ernst A. Hedéns gymnasium. Han är begravd på Östra kyrkogården i Göteborg.

## Utmärkelser
Hedén utsågs till hederskapten i Göteborgs Fartygs-Befälhavare Förening  den 27 mars 1923 och blev riddare av Nordstjärneorden 1930 och kommendör av andra klassen av Vasaorden den 14 september 1933.